# Iglesia triunfante
La Iglesia triunfante (Latín: Triumphans Ecclesia), dentro de la teología de la Iglesia católica, son los cristianos que ya están en el cielo con Dios, en plena comunión con Él.
La Iglesia triunfante es uno de los estados que tiene la Iglesia católica, los otros estados son Iglesia purgante e Iglesia peregrina. Según el catecismo de la Iglesia católica, estos tres estados forman el cuerpo espiritual de Cristo.

## Orígenes
Fue en el concilio de Florencia donde se hizo tradición de fe para el catolicismo que el cuerpo espiritual de Cristo en la tierra lo forma la Iglesia católica y esta a la vez consta de tres partes: la Iglesia peregrina, que son cristianos que aun están en la Tierra, vivos, la Iglesia purgante, que son los cristianos ya difuntos cuyas almas están en el purgatorio, e Iglesia triunfante, los cristianos que están en el cielo disfrutando la plena y eterna felicidad de la visión beatífica de Dios, viéndolo tal cual Él es. El término triunfante viene del triunfo de alcanzar la gloria del cielo, que consiste en el premio de ver al fin a Dios, directamente y sin intermediarios, en toda la infinita belleza de la total perfección de Su Ser.
Es dogma de fe desde el concilio Vaticano II, mediante la constitución dogmática de la Iglesia católica.

## Doctrina católica
Según las Sagradas Escrituras, Dios es perfecto y por ende todo lo que está destinado a Dios debe de ser perfecto, y en consecuencia quien quiera estar al lado de Dios debe de ser perfecto o purificarse para poder estar junto a él.
El papa Benedicto XII escribió  sobre la iglesia triunfante de los cristianos bautizados en la cita:

«Definimos con la autoridad apostólica: que, según la disposición general de Dios, las almas de todos los santos [...] y de todos los demás fieles muertos después de recibir el Bautismo de Cristo en los que no había nada que purificar cuando murieron [...]; o en caso de que tuvieran o tengan algo que purificar, una vez que estén purificadas después de la muerte [...] aun antes de la reasunción de sus cuerpos y del juicio final, después de la Ascensión al cielo del Salvador, Jesucristo Nuestro Señor, estuvieron, están y estarán en el cielo, en el Reino de los cielos y paraíso celestial con Cristo, admitidos en la compañía de los ángeles. Y después de la muerte y pasión de nuestro Señor Jesucristo vieron y ven la divina esencia con una visión intuitiva y cara a cara, sin mediación de ninguna criatura»
(Benedicto XII: Const. Benedictus Deus').

Santo Tomás de Aquino manifesto en su obra In Symbolum Apostolorum scilicet sobre la iglesia triunfante como una de las tres partes que componen el cuerpo de cristo.

«Como todos los creyentes forman un solo cuerpo, el bien de los unos se comunica a los otros [...] Es, pues, necesario creer [...] que existe una comunión de bienes en la Iglesia. Pero el miembro más importante es Cristo, ya que Él es la cabeza [...] Así, el bien de Cristo es comunicado [...] a todos los miembros, y esta comunicación se hace por los sacramentos de la Iglesia»
(Santo Tomás de Aquino, In Symbolum Apostolorum scilicet «Credo in Deum» expositi).

El papa Pablo VI en su escrito "credo de los pueblos" del año 1968 manifiesta que la Iglesia católica se divide en tres partes, Iglesia peregrina, Iglesia purgante e Iglesia triunfante y de esta forma se forma el cuerpo de cristo en la tierra de forma espiritual, estos estados a la vez forman uno como lo expresa el papa Pablo VI en la siguiente cita: 

«Creemos en la comunión de todos los fieles cristianos, es decir, de los que peregrinan en la tierra, de los que se purifican después de muertos y de los que gozan de la bienaventuranza celeste, y que todos se unen en una sola Iglesia; y creemos igualmente que en esa comunión está a nuestra disposición el amor misericordioso de Dios y de sus santos, que siempre ofrecen oídos atentos a nuestras oraciones»
(Pablo VI, Credo del Pueblo de Dios, 30).